# César 2010
Die 35. César-Verleihung fand am 27. Februar 2010 im Théâtre du Châtelet in Paris statt. Die von der französischen Académie des Arts et Techniques du Cinéma vergebenen Filmpreise wurden in 21 Kategorien verliehen. Der jährlich wechselnde Vorsitz der Gala oblag 2010 der Schauspielerin Marion Cotillard. Als Gastgeber (maîtres de cérémonie) durch den Abend führten Valérie Lemercier und Gad Elmaleh. Die beiden Schauspieler und Komödianten hatten bereits in der Vergangenheit die Veranstaltung moderiert.
Die Preisverleihung wurde live vom französischen Fernsehsender Canal+ übertragen und im deutschsprachigen Raum von TV5MONDE Europe ausgestrahlt. Hommagen fanden für den kurz zuvor verstorbenen Regisseur Éric Rohmer und den US-amerikanischen Filmschauspieler Harrison Ford statt.

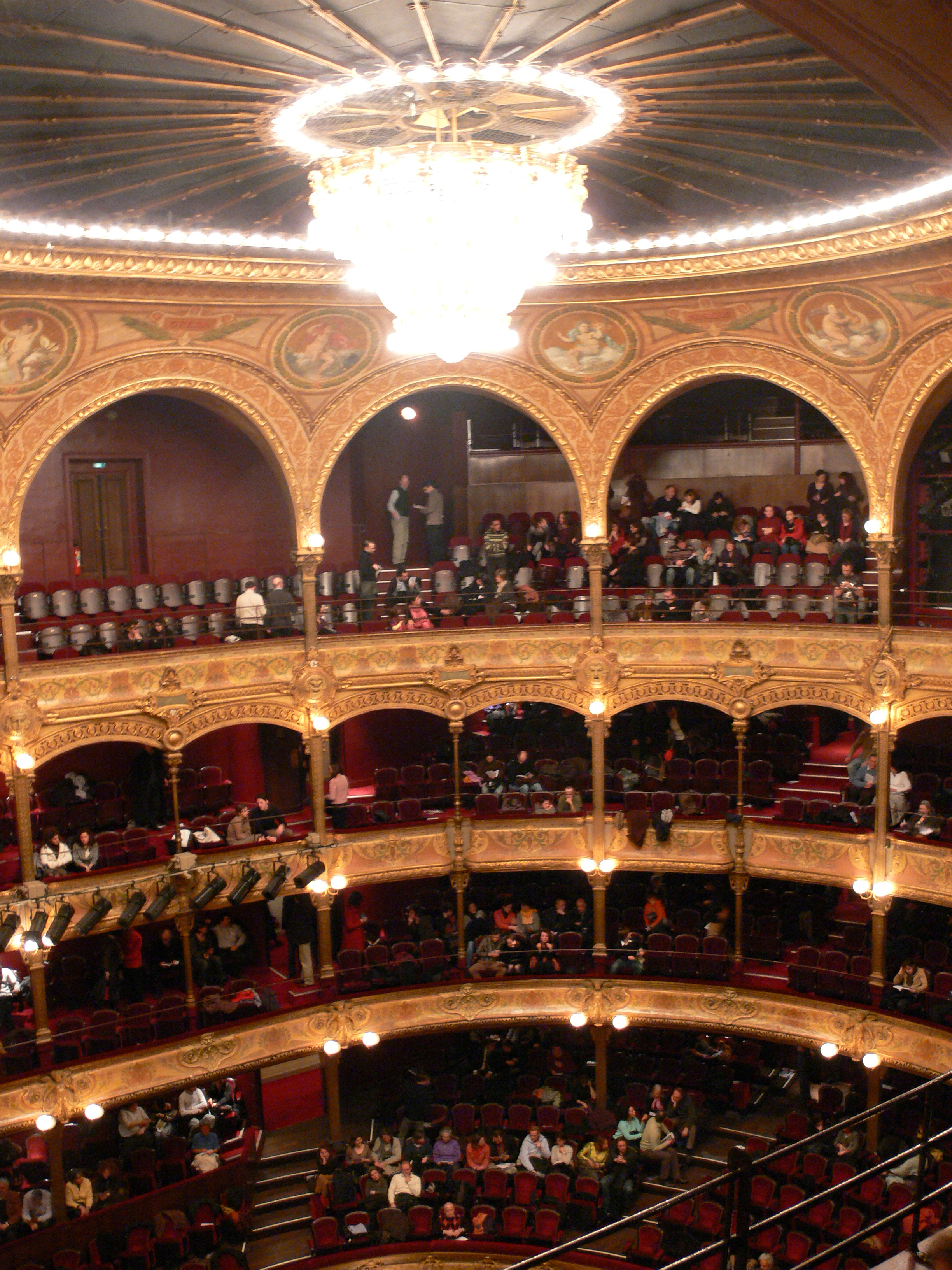
Blick in das Pariser Théâtre du Châtelet, Veranstaltungsort der César-Verleihung

## Favorisierte Filme

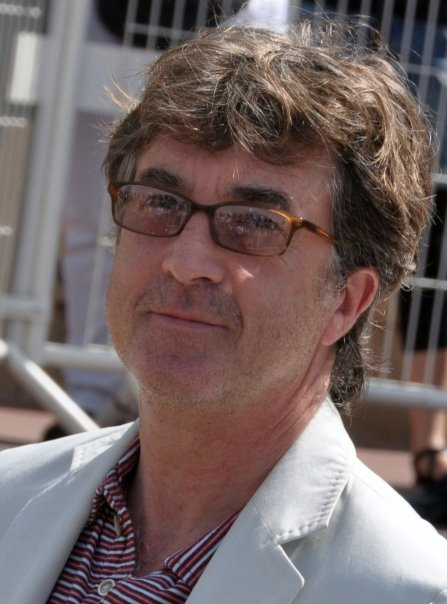
Erhielt für seine Hauptrollen in Der Retter und Le dernier pour la route zwei Nominierungen: François Cluzet

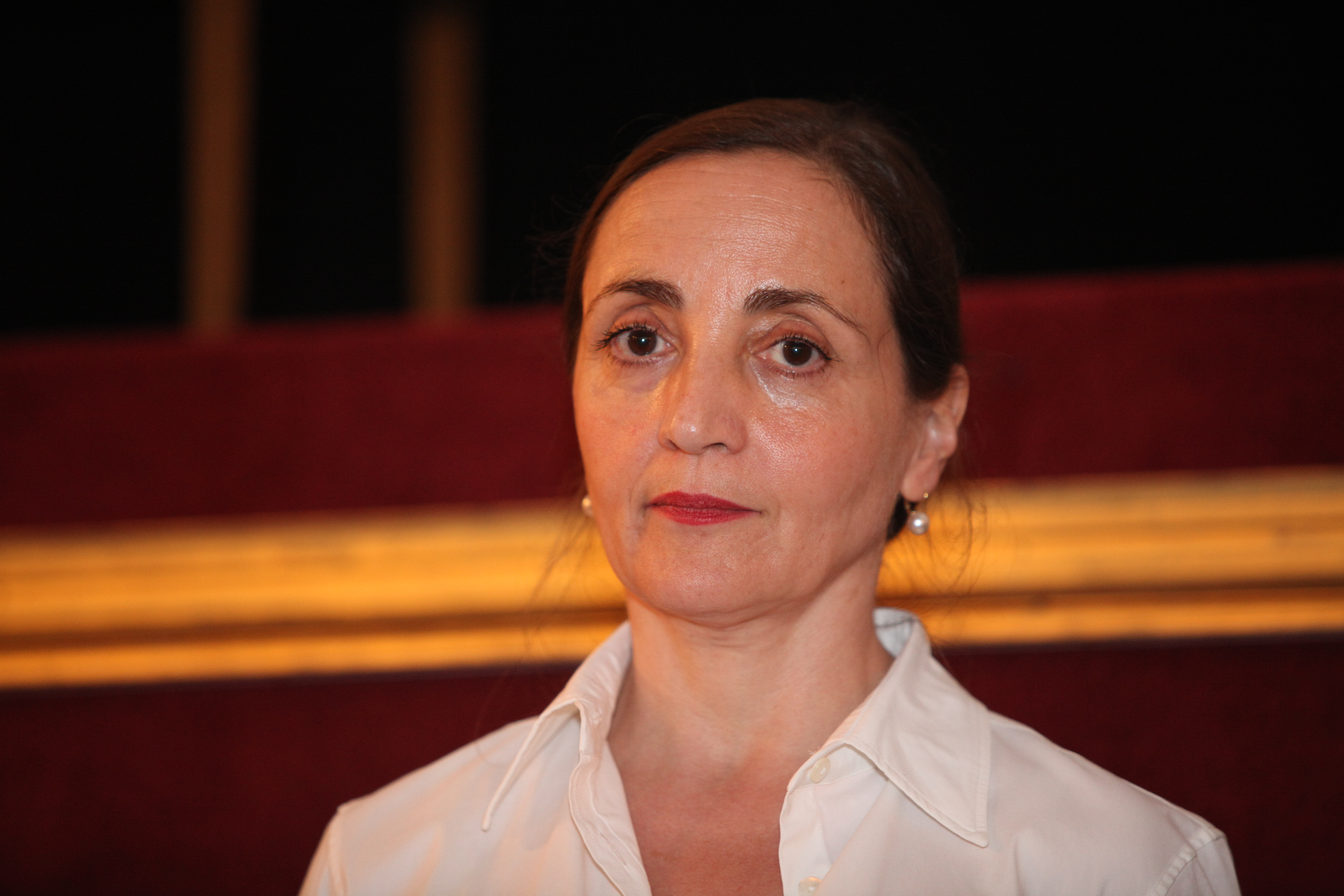
Nominiert als Beste Hauptdarstellerin: Dominique Blanc (L’autre)

Die Nominierungen wurden am 22. Januar 2010 bekannt gegeben. Als Favorit auf Frankreichs nationalen Filmpreis galt Jacques Audiards Ein Prophet. Das Krimidrama, das von einem jungen arabischstämmigen Gefängnisinsassen handelt, der mit Hilfe der korsischen Mafia zum einflussreichen Kriminellen aufsteigt, hatte 13 Nominierungen erhalten und gewann neun Preise. Mehr Auszeichnungen bei einer Verleihung konnten nur Die letzte Metro und Cyrano von Bergerac (je zehn Siege im Jahr 1981 beziehungsweise 1991) auf sich vereinen. Audiards Film gewann unter anderem in den Kategorien Bester Film, Regie, Haupt- und Nachwuchsdarsteller (Tahar Rahim) und Nebendarsteller (Niels Arestrup). Im Vorfeld hatte Ein Prophet den Louis-Delluc-Preis gewonnen und als Frankreichs Kandidat auf den Auslandsoscar eine Golden-Globe-Nominierung und den BAFTA Award erhalten. 
Ebenfalls zum erweiterten Favoritenkreis zählten die Dramen Der Retter (elf Nominierungen, ein Sieg) und Welcome (zehn Nominierungen, keine Auszeichnung) von Xavier Giannoli beziehungsweise Philippe Lioret. Giannoli behandelt in seinem Film die Geschichte eines aus der Haft entlassenen Betrügers (gespielt von François Cluzet). Dieser lässt sich in einer französischen Kleinstadt als angeblicher Bauunternehmer nieder, woraufhin er von der Hoffnung der unter hoher Arbeitslosigkeit leidenden Bevölkerung überwältigt wird. Lioret nahm sich in Welcome dem Schicksal des 17-Jährigen Kurden Bilal aus dem Irak (gespielt von Firat Ayverdi) an, der sich quer durch Europa ins französische Calais durchgeschlagen hat. Dort bezahlt der illegale Einwanderer einen französischen Schwimmlehrer (Vincent Lindon, nominiert als bester Hauptdarsteller) für Einzelunterricht. Bilals Ziel ist die Durchquerung des Ärmelkanals und London zu erreichen, wo seine große Liebe, die junge Mina, zu Hause ist. Welcome war auf der Berlinale 2009 aufgeführt worden und hatte sich bei der Vergabe der französischen Prix Lumières gegen Ein Prophet durchsetzen können. Liorets Film hatte Monate zuvor heftige Diskussionen ausgelöst, nachdem der Regisseur öffentlich die Situation der Flüchtlinge in Calais mit der Verfolgung der Juden im Zweiten Weltkrieg verglichen hatte. Ebenfalls in der Kategorie Bester Film vertreten waren Radu Mihăileanus Musikfilm Das Konzert (sechs Nominierungen, zwei Siege), Alain Resnais’ Vorsicht Sehnsucht und Lucas Belvaux’ Entführungsthriller Lösegeld (je vier Nominierungen, keine Auszeichnung).
Als siebte Produktion in der Kategorie Bester Film mit insgesamt drei Nominierungen vertreten war Jean-Paul Lilienfelds sozialkritisches Drama Heute trage ich Rock! In diesem schlüpfte Isabelle Adjani in die Rolle einer Lehrerin, die mit ihrem Schulalltag unter den Einwandererkindern einer französischen Vorstadt vollkommen überfordert ist und gewaltsame Maßnahmen ergreift, um sich Respekt zu verschaffen. Für den Part der Sonia Bergerac erhielt Adjani nach einer mehrjährigen Schaffenspause großes Lob seitens der Kritiker und den fünften César als beste Hauptdarstellerin. Neben Sandrine Kiberlain (Mademoiselle Chambon), Kristin Scott Thomas (Die Affäre) und Audrey Tautou (Coco Chanel – Der Beginn einer Leidenschaft) hatte auch Dominique Blanc um ihren fünften Darstellerpreis konkurriert. Für ihr Porträt einer einsamen Geliebten in L’autre, die zunehmend der Schizophrenie verfällt, hatte sie bereits 2008 den Darstellerpreis der Filmfestspiele von Venedig erhalten.
Wie im Vorjahr wurden von den über 3000 wahlberechtigten Mitgliedern der Académie des Arts et Techniques du Cinéma, die die Césars vergibt, die erfolgreichen Komödien des Kinojahres 2009 fast völlig ignoriert. Michel Hazanavicius’ OSS 117 – Er selbst ist sich genug und Jean-Pierre Jeunets Micmacs – Uns gehört Paris! hatten bei Bekanntgabe der Nominierungen nur in technischen Kategorien Berücksichtigung gefunden, Laurent Tirards Familienkomödie Der kleine Nick allein in der Kategorie Bestes adaptiertes Drehbuch. Alle drei Filmproduktionen blieben bei der César-Verleihung unprämiert. Jedoch gewann Riad Sattoufs Jugendkomödie Jungs bleiben Jungs den Preis für den besten Erstlingsfilm.
In der Kategorie Bester ausländischer Film erhielt der US-amerikanische Beitrag Gran Torino von Clint Eastwood den César. Michael Hanekes Das weiße Band – Eine deutsche Kindergeschichte, Deutschlands Kandidat auf den Auslandsoscar kam über eine Nominierung nicht hinaus. Sigourney Weaver übergab den Ehrenpreis an ihren Landsmann Harrison Ford. Die Hommage für den verstorbenen Filmregisseur Éric Rohmer hielt der Schauspieler Fabrice Luchini, der mit ihm unter anderem an Claires Knie und Vollmondnächte zusammengearbeitet hatte. Luchini las dazu einen Text von Jacques Fieschi vor. Rohmer war zeitlebens ein regulärer César versagt geblieben.

## Gewinner und Nominierungen

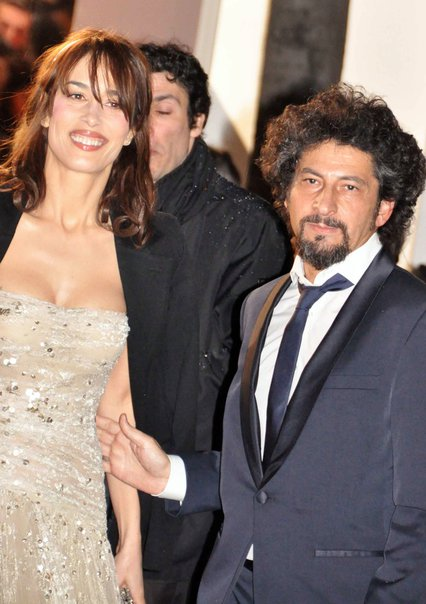
Für die Beste Regie und das Beste Original-Drehbuch nominiert: Radu Mihăileanu mit Dolores Chaplin

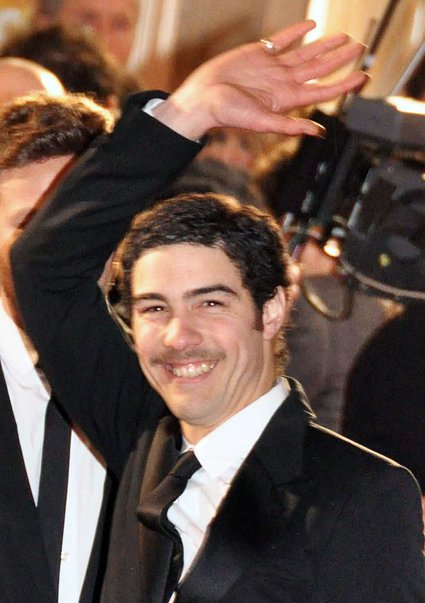
Der Beste Hauptdarsteller: Tahar Rahim

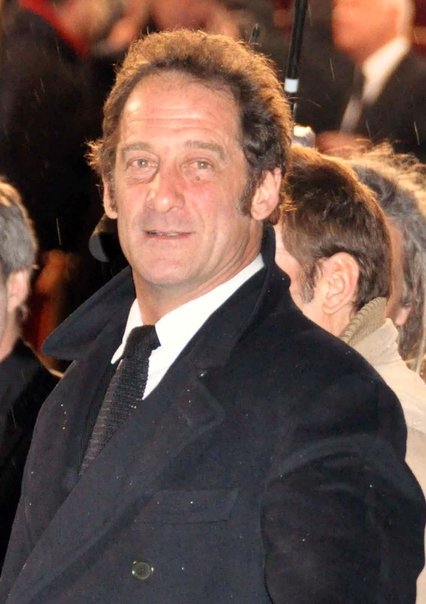
Als Bester Hauptdarsteller nominiert: Vincent Lindon

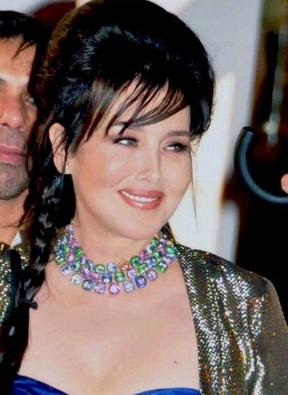
Die Beste Hauptdarstellerin: Isabelle Adjani

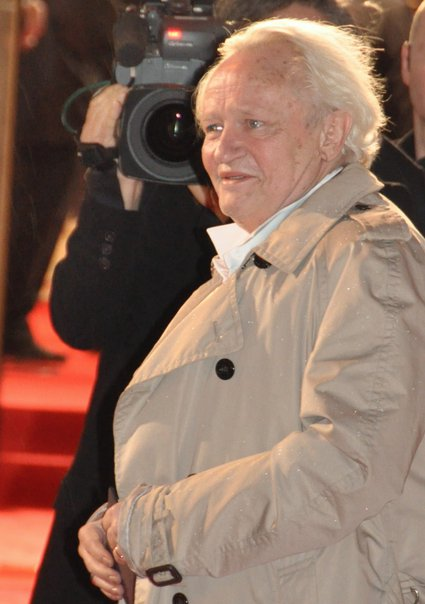
Als Bester Nebendarsteller ausgezeichnet: Niels Arestrup

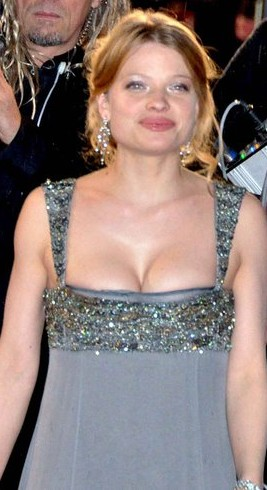
Mélanie Thierry, die Beste Nachwuchsdarstellerin

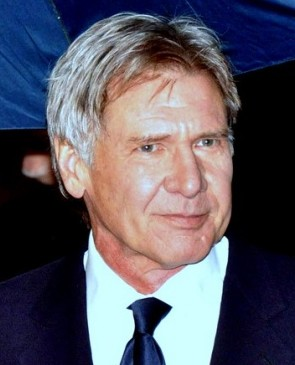
Mit dem Ehrenpreis für sein Lebenswerk bedacht: Schauspieler Harrison Ford

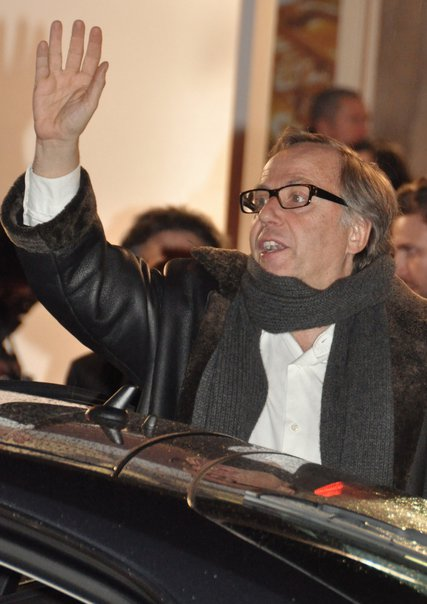
Ehrte den verstorbenen Regisseur Éric Rohmer: Schauspieler Fabrice Luchini

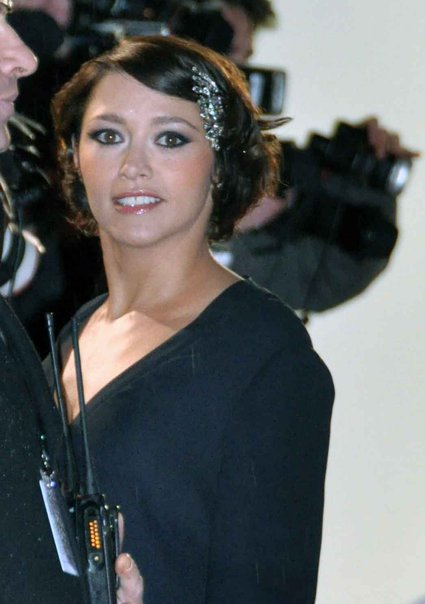
Emma de Caunes, die Laudatorin für den Besten Dokumentarfilm

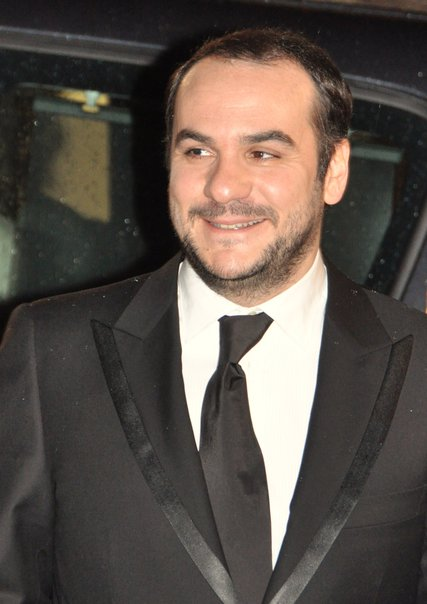
Laudator François-Xavier Demaison

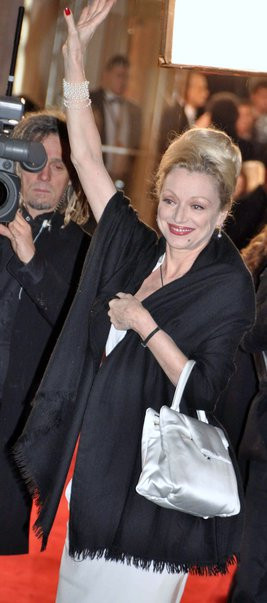
Caroline Sihol bei der Verleihung

| Film                                        | Nominierungen | Siege |
| ------------------------------------------- | ------------- | ----- |
| Ein Prophet                                 | 13            | 9     |
| Der Retter                                  | 11            | 1     |
| Welcome                                     | 10            | 0     |
| Coco Chanel – Der Beginn einer Leidenschaft | 7             | 1     |
| Das Konzert                                 | 6             | 2     |
| Le dernier pour la route                    | 5             | 1     |
| Vorsicht Sehnsucht                          | 4             | 0     |
| Lösegeld                                    | 4             | 0     |
| Jungs bleiben Jungs                         | 3             | 1     |
| Heute trage ich Rock!                       | 3             | 1     |
| Mademoiselle Chambon                        | 3             | 1     |
| Micmacs – Uns gehört Paris!                 | 3             | 0     |
| OSS 117 – Er selbst ist sich genug          | 2             | 0     |
| Erst einer, dann alle                       | 2             | 0     |

### Bester Film (Meilleur film)
präsentiert von Marion Cotillard
Ein Prophet (Un prophète) – Regie: Jacques Audiard
Der Retter (À l’origine) – Regie: Xavier Giannoli
Welcome – Regie: Philippe Lioret
Das Konzert (Le concert) – Regie: Radu Mihăileanu
Vorsicht Sehnsucht (Les herbes folles) – Regie: Alain Resnais
Heute trage ich Rock! (La journée de la jupe) – Regie: Jean-Paul Lilienfeld
Lösegeld (Rapt) – Regie: Lucas Belvaux

### Beste Regie (Meilleur réalisateur)
präsentiert von Vanessa Paradis
Jacques Audiard – Ein Prophet (Un prophète)
Lucas Belvaux – Lösegeld (Rapt)
Xavier Giannoli – Der Retter (À l’origine)
Philippe Lioret – Welcome
Radu Mihăileanu – Das Konzert (Le concert)

### Bester Hauptdarsteller (Meilleur acteur)
präsentiert von Mélanie Laurent
Tahar Rahim – Ein Prophet (Un prophète)
Yvan Attal – Lösegeld (Rapt)
François Cluzet – Der Retter (À l’origine)
François Cluzet – Le dernier pour la route
Vincent Lindon – Welcome

### Beste Hauptdarstellerin (Meilleure actrice)
präsentiert von Gérard Depardieu
Isabelle Adjani – Heute trage ich Rock! (La journée de la jupe)
Dominique Blanc – L’autre
Sandrine Kiberlain – Mademoiselle Chambon
Kristin Scott Thomas – Die Affäre (Partir)
Audrey Tautou – Coco Chanel – Der Beginn einer Leidenschaft (Coco avant Chanel)

### Bester Nebendarsteller (Meilleur acteur dans un second rôle)
präsentiert von Laetitia Casta
Niels Arestrup – Ein Prophet (Un prophète)
Jean-Hugues Anglade – Ruhelos (Persécution)
Benoît Poelvoorde – Coco Chanel – Der Beginn einer Leidenschaft (Coco avant Chanel)
Joey Starr – Le bal des actrices
Michel Vuillermoz – Le dernier pour la route

### Beste Nebendarstellerin (Meilleure actrice dans un second rôle)
präsentiert von André Dussollier
Emmanuelle Devos – Der Retter (À l’origine)
Aure Atika – Mademoiselle Chambon
Anne Consigny – Lösegeld (Rapt)
Audrey Dana – Welcome
Noémie Lvovsky – Jungs bleiben Jungs (Les beaux gosses)

### Bester Nachwuchsdarsteller (Meilleur espoir masculin)
präsentiert von Laura Smet
Tahar Rahim – Ein Prophet (Un prophète)
Fyrat Ayverdi – Welcome
Adel Bencherif – Ein Prophet (Un prophète)
Vincent Lacoste – Jungs bleiben Jungs (Les beaux gosses)
Vincent Rottiers – Je suis heureux que ma mère soit vivante

### Beste Nachwuchsdarstellerin (Meilleur espoir féminin)
präsentiert von Richard Berry
Mélanie Thierry – Le dernier pour la route
Pauline Étienne – Erst einer, dann alle (Qu’un seul tienne et les autres suivront)
Florence Loiret Caille – Ich habe sie geliebt (Je l’aimais)
SoKo – Der Retter (À l’origine)
Christa Théret – LOL (Laughing Out Loud)

### Bestes Erstlingswerk (Meilleur premier film)
präsentiert von Mélanie Doutey und Pascal Elbé
Jungs bleiben Jungs (Les beaux gosses) – Regie: Riad Sattouf
Le dernier pour la route – Regie: Philippe Godeau
Espion(s) – Regie: Nicolas Saada
Triff die Elisabeths! (La première étoile) – Regie: Lucien Jean-Baptiste
Erst einer, dann alle (Qu’un seul tienne et les autres suivront) – Regie: Léa Fehner

### Bestes Originaldrehbuch (Meilleur scénario original)
präsentiert von Marina Foïs
Jacques Audiard, Thomas Bidegain, Abdel Raouf Dafri und Nicolas Peufaillit – Ein Prophet (Un prophète)
Xavier Giannoli – Der Retter (À l’origine)
Jean-Paul Lilienfeld – Heute trage ich Rock! (La journée de la jupe)
Philippe Lioret, Emmanuel Courcol und Olivier Adam – Welcome
Radu Mihăileanu und Alain-Michel Blanc – Das Konzert (Le concert)

### Bestes adaptiertes Drehbuch (Meilleure adaptation)
präsentiert von Sandrine Kiberlain
Stéphane Brizé und Florence Vignon – Mademoiselle Chambon
Anne Fontaine und Camille Fontaine – Coco Chanel – Der Beginn einer Leidenschaft (Coco avant Chanel)
Philippe Godeau und Agnès de Sacy – Le dernier pour la route
Laurent Tirard und Grégoire Vigneron – Der kleine Nick (Le petit Nicolas)
Alex Révarl und Laurent Herbiet – Vorsicht Sehnsucht (Les herbes folles)

### Beste Filmmusik (Meilleure musique)
präsentiert von Jeanne Balibar
Armand Amar – Das Konzert (Le concert)
Alex Beaupain – Non ma fille, tu n’iras pas danser
Alexandre Desplat – Ein Prophet (Un prophète)
Cliff Martinez – Der Retter (À l’origine)
Nicola Piovani – Welcome

### Bestes Szenenbild (Meilleurs décors)
präsentiert von Virginie Efira und François-Xavier Demaison
Michel Barthélemy – Ein Prophet (Un prophète)
Aline Bonetto – Micmacs – Uns gehört Paris! (Micmacs à tire-larigot)
Maamar Ech Cheikh – OSS 117 – Er selbst ist sich genug (OSS 117: Rio ne répond plus)
François-Renaud Labarthe – Der Retter (À l’origine)
Olivier Radot – Coco Chanel – Der Beginn einer Leidenschaft (Coco avant Chanel)

### Beste Kostüme (Meilleurs costumes)
präsentiert von Élie Semoun
Catherine Leterrier – Coco Chanel – Der Beginn einer Leidenschaft (Coco avant Chanel)
Chattoune und Fab – Coco Chanel & Igor Stravinsky
Charlotte David – OSS 117 – Er selbst ist sich genug (OSS 117: Rio ne répond plus)
Madeline Fontaine – Micmacs – Uns gehört Paris! (Micmacs à tire-larigot)
Virgine Montel – Ein Prophet (Un prophète)

### Beste Kamera (Meilleure photographie)
präsentiert von Firmine Richard und Vincent Elbaz
Stéphane Fontaine – Ein Prophet (Un prophète)
Christophe Beaucarne – Coco Chanel – Der Beginn einer Leidenschaft (Coco avant Chanel)
Laurent Dailland – Welcome
Éric Gautier – Vorsicht Sehnsucht (Les herbes folles)
Glynn Speeckaert – Der Retter (À l’origine)

### Bester Ton (Meilleur son)
präsentiert von Firmine Richard und Vincent Elbaz
Pierre Excoffier, Bruno Tarrière und Sélim Azzazi – Das Konzert (Le concert)
Pierre Mertens, Laurent Quaglio und Éric Tisserand – Welcome
François Musy und Gabriel Hafner – Der Retter (À l’origine)
Brigitte Taillandier, Francis Wargnier und Jean-Paul Hurier – Ein Prophet (Un prophète)
Jean Umansky, Gérard Hardy und Vincent Arnardi – Micmacs – Uns gehört Paris! (Micmacs à tire-larigot)

### Bester Schnitt (Meilleur montage)
präsentiert von Virginie Efira und François-Xavier Demaison
Juliette Welfling – Ein Prophet (Un prophète)
Célia Lafitedupont – Der Retter (À l’origine)
Hervé de Luze – Vorsicht Sehnsucht (Les herbes folles)
Andrea Sedláčková – Welcome
Ludo Troch – Das Konzert (Le concert)

### Bester Kurzfilm (Meilleur court-métrage)
präsentiert von Hafsia Herzi und Marc-André Grondin
C’est gratuit pour les filles – Regie: Claire Burger und Marie Amachoukeli
¿Dónde está Kim Basinger? – Regie: Édouard Deluc
La raison de l’autre – Regie: Foued Mansour
Séance familiale – Regie: Cheng-Chui Kuo
Les Williams – Regie: Alban Mench

### Bester Dokumentarfilm (Meilleur film documentaire)
präsentiert von Emma de Caunes und Laurent Lafitte
Die Hölle von Henri-Georges Clouzot (L’enfer d’Henri-Georges Clouzot) – Regie: Serge Bromberg und Ruxandra Medrea
La danse – Regie: Frederick Wiseman
Himalaya – Dem Himmel nah (Himalaya, le chemin du ciel) – Regie: Marianne Chaud
Home – Regie: Yann-Arthus Bertrand
Ne me libérez pas je m’en charge – Regie: Fabienne Godet

### Bester ausländischer Film (Meilleur film étranger)
präsentiert von Tony Gatlif
Gran Torino, USA – Regie: Clint Eastwood
Avatar – Aufbruch nach Pandora (Avatar), USA – Regie: James Cameron
Milk, USA – Regie: Gus Van Sant
I Killed My Mother (J’ai tué ma mère), Kanada – Regie: Xavier Dolan
Panik in der Pampa (Panique au village), Belgien – Regie: Stéphane Aubier und Vincent Patar
Das weiße Band – Eine deutsche Kindergeschichte, Deutschland – Regie: Michael Haneke
Slumdog Millionär (Slumdog Millionaire), Großbritannien – Regie: Danny Boyle

## Ehrenpreis (César d’honneur)
präsentiert von Sigourney Weaver
Harrison Ford – US-amerikanischer Filmschauspieler